# Hermann Rentzel (Geistlicher)

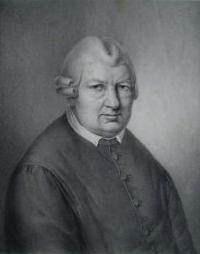
Hermann Rentzel, Lithografie von Gerdt Hardorff d. J.

Hermann Rentzel (* 19. März 1764 in Hamburg; † 8. Dezember 1827 ebenda) war ein deutscher evangelisch-lutherischer Geistlicher und Diaconus an der Hamburger St.-Jacobi-Kirche. Er war entschiedener Verfechter des Rationalismus.

## Herkunft und Familie
Rentzel wurde als Sohn des Lizentiaten der Rechte Garlieb Rentzel (1727–1796) und dessen Ehefrau Anna Margaretha Sillem (1732–1788), Tochter des Ratsherrn Joachim Sillem (1691–1737) in Hamburg geboren. Im Jahr 1796 heiratete Rentzel Johanna Elisabeth Barbara Gries (1763–1826), Tochter des Ratsherrn Franz Lorenz Gries (1731–1803) und ältere Schwester des Ratssyndicus Johann Michael Gries (1772–1827) und des Übersetzers Johann Diederich Gries (1775–1842). Die Ehe blieb kinderlos. Das Ehepaar nahm daher eine Pflegetochter, die Lüneburger Pastorentochter Elisabeth Merckel (1798–1889), bei sich auf, die 1816 den Senator Heinrich Geffcken (1792–1861) heiratete. Der Oberaltensekretär und Ratsherr Eduard Rentzel (1772–1832) war sein Bruder.

## Werdegang
Nach Besuch der Gelehrtenschule des Johanneums in Hamburg studierte Rentzel Theologie an der Georg-August-Universität Göttingen. Zurück in Hamburg arbeitete er ab 1790 als Katechet. 1795 wurde er Diaconus an St. Jacobi – zu seinen Aufgaben in der Gemeinde zählte auch die Überwachung und die Erteilung von Religionsunterricht an den Schulen. Zusätzlich predigte er ab 1810 am Krankenhof sowie nach dessen Einweihung 1823 am neuen Allgemeinen Krankenhaus. Außerdem versah er seelsorgerische Arbeit am Hamburger Werk- und Zuchthaus sowie dem Spinnhaus.

## Positionen und Auseinandersetzungen
Rentzel war einer der radikalsten Vertreter des zu seiner Zeit in Hamburg vorherrschenden theologischen Rationalismus. Die aufkommende Erweckungsbewegung griff er bereits 1821 so scharf an, dass sich auch das mehrheitlich rationalistisch besetzte Geistliche Ministerium von ihm distanzierte und ihm der – ebenfalls rationalistisch eingestellte – Senior Heinrich Julius Willerding eines Weisung erteilte. Beides geschah wohl, um den Religionsfrieden in Hamburg zu schützen, denn auch die Reaktionen der Gegenseite fielen unter die Zensur, eine Rede Martin Hieronymus Hudtwalckers im Rat wurde nicht öffentlich gemacht.
Nachdem die Spannungen zwischen  neu-orthodoxen Lutheranern und Anhängern der Erweckungsbewegung auf der einen Seite und Rationalisten auf der anderen Seite zugenommen hatten, kam es ab 1826 zu einem Streit, der auch überregional wahrgenommen wurde – wofür vor allem Rentzels kompromisslos radikale Position sorgte. Auslöser war ein von Amandus Augustus Abendroth verfasster Bericht, der „im Dunkeln schleichenden Mystizismus“ und „religiöse Schwärmerei“ – gemeint war die Erweckungsbewegung – für eine Zunahme der Zahl geistig Erkrankter verantwortlich machte. Auf diesen Bericht hatte Ratsherr Hudtwalcker, Anhänger der Erweckungsbewegung, eine Entgegnung verfasst, auf die wiederum Rentzel mit einer Streitschrift antwortete, im Titel als „freimütige Äußerungen“ bezeichnet.

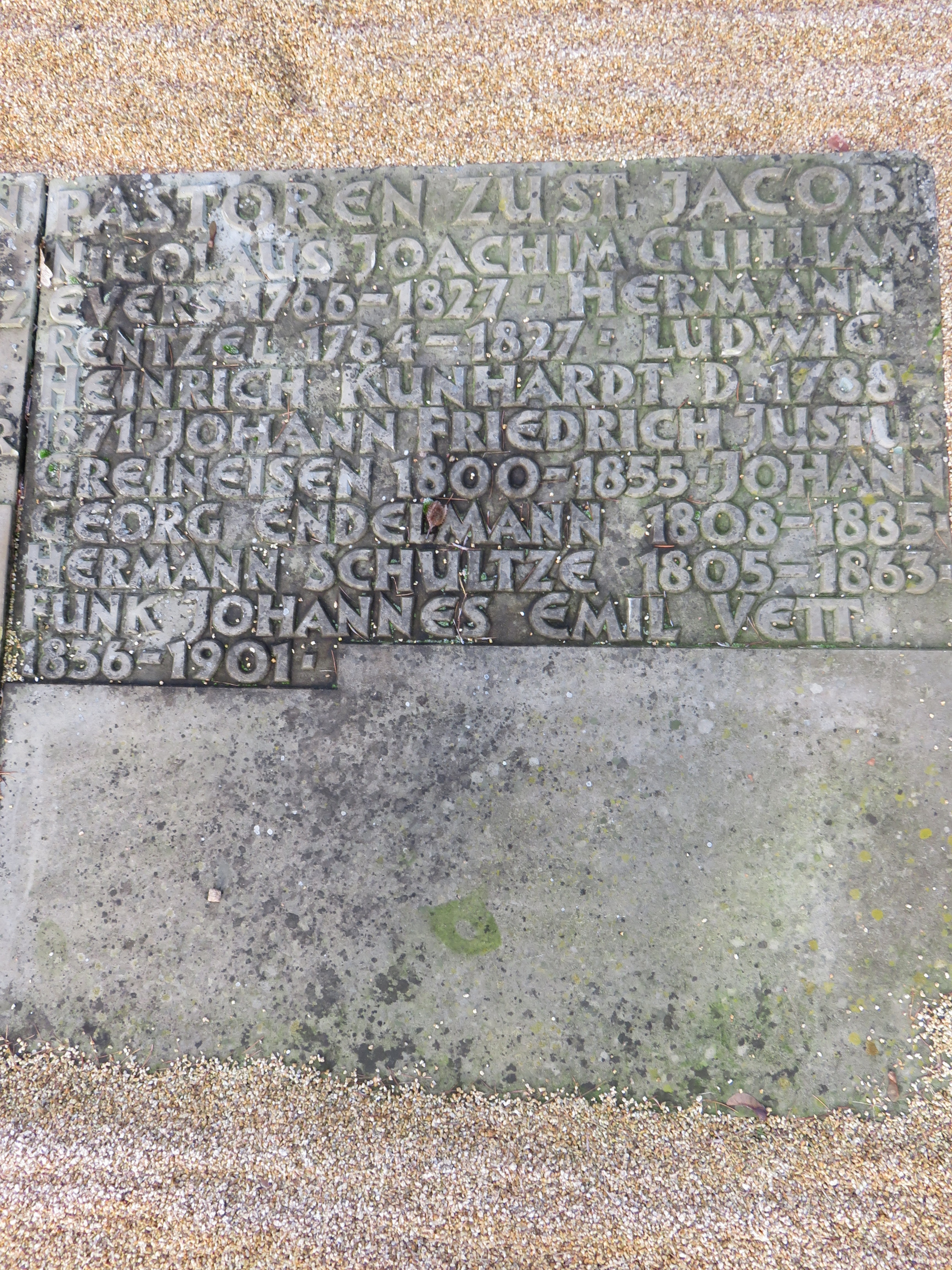
„Hermann Rentzel“, Doppelsammelgrabplatte Hauptpastoren zu St. Jacobi / Pastoren zu St. Jacobi, Friedhof Ohlsdorf

In dieser Schrift sprach sich Rentzel dafür aus, den kirchlichen Lehrbegriff auf die Basis des Vernunft- und des Nützlichkeitsprinzips zu stellen. In der Folge lehnte er die Versöhnungslehre der Symbolischen Bücher als unvernünftig, die Lehre von der Dreieinigkeit Gottes als unnütz ab, außerdem beides als unmöglich von Gott dem Menschen wie auch immer Mitgeteiltes. Dem Geist des Protestantismus widerspreche es, sich dem „Glaubenszwange der symbolischen Bücher“ zu unterwerfen. Da er Gott mehr zu gehorchen habe als den Menschen, habe er dem eigenen Eid auf diese Bücher nicht zu folgen. In der gleichen Schrift wandte er sich gegen „den ärgsten unter den hiesigen Zeloten“, womit er Johann Wilhelm Rautenberg meinte, der zwar nicht namentlich genannt, aber aus dem Zusammenhang kenntlich war. Rentzels „freimütige Äußerungen“ fanden Zustimmung aber auch Ablehnung und verursachten Unruhe unter Hamburgs Gläubigen. Von Seiten des geistlichen Ministeriums wurde auch befürchtet, dass sich Einzelne vom Glauben lossagen könnten, nachdem ein angesehener Geistlicher sich gegen die Grundlagen der Lutherischen Kirche gewandt hatte. Inzwischen hatte sich Hudtwalcker anonym gegen Rentzels Schrift gewandt und Rentzel eine Selbstverteidigung gegen ihre Missdeutung angeschlossen. Um Unfrieden unter Hamburgs Protestanten entgegenzuwirken und auch um den angegriffenen Rautenberg zufrieden zu stellen, erteilte das Ministerium einen Verweis an Rentzel und beauftragte August Jacob Rambach mit der Verfassung einer Schrift, die einen Ausgleich zwischen Rationalisten und orthodoxen Lutheranern schaffen sollte. Zwischen Rat und geistlichem Ministerium kam es zu Meinungsverschiedenheiten, die noch bis nach Rentzels Tod im Dezember 1827 anhielten.
An Hermann Rentzel wird auf der Doppelsammelgrabplatte Hauptpastoren zu St. Jacobi / Pastoren zu St. Jacobi des Althamburgischen Gedächtnisfriedhofs, Friedhof Ohlsdorf, erinnert.

## Schriften (Auswahl)
- Communionbuch für alle solche, welche wahre Erbauung und bleibenden Nutzen vom Genusse des Abendmahls zu haben wünschen, Bohn und Hofmann, 1799 (Erbauungsschrift)
- Betrachtungen zur Beförderung der Hochschätzung des Abendmahls und dessen würdigen Genusses, Hoffmann & Campe, Hamburg 1822 (Erbauungsschrift)
- Deutsche Sprachlehre für Bürgerschulen und Privatunterricht – zunächst für Niedersachsen, Hoffmann & Campe, Hamburg 1824 (Lehrbuch)
- Durch des Herrn Senator Hudtwalckers Schrift veranlaßte und abgenöthigte freymüthige Äußerungen, Hoffmann & Campe, Hamburg 1827 (Streitschrift)
- Nothgedrungene Selbstvertheidigung gegen Missdeutungen meiner letzten Schrift, Hoffmann & Campe, Hamburg 1827 (Streitschrift)